# Interstate 65
Pour les articles homonymes, voir I65 et Route 65.
L'Interstate 65 (I-65), est une autoroute inter-États qui traverse l'Alabama, le Tennessee, le Kentucky et l'Indiana et relie la ville de Mobile à Gary, au sud-est de Chicago. Elle fait le lien entre le Golfe du Mexique et les Grands Lacs.
L'autoroute est aussi connue sous le nom de Auto Alley (L'allée des autos) à cause de la présence d'un grand nombre d'entreprises liées à l'automobile qui sont implantées à moins d'une heure de cette autoroute.

## Description du tracé
|       | mi     | km       |
| ----- | ------ | -------- |
| AL    | 366,22 | 590,63   |
| TN    | 121,71 | 195,87   |
| KY    | 137,32 | 221,00   |
| IN    | 261,27 | 420,47   |
| Total | 887,30 | 1 427,97 |

### Alabama
En Alabama, l'I-65 passe par ou près de quatre des plus grandes régions métropolitaines de l'État : Mobile, Montgomery, Birmingham et Huntsville. L'I-65 commence son trajet vers le nord à Mobile à la jonction avec l'I-10. À partir de l'I-10, l'I-65 se dirige à l'ouest du centre-ville à travers les banlieues nord de la ville avant de s'orienter au nord-est vers Montgomery. À Montgomery, l'I-65 rencontre le terminus sud de l'I-85. Dans les banlieues de Birmingham, l'I-65 croise l'I-459 et l'I-20 / I-59 au centre de la ville. Au nord du centre-ville, l'I-22 en provenance de Memphis atteint son terminus est à l'I-65. À partir de Birmingham, l'autoroute continue au nord et traverse la rivière Tennessee près de Decatur. Quelques miles au nord, l'I-65 rencontre l'I-565, une courte autoroute collectrice qui donne accès à Huntsville. Elle continue au nord vers Nashville, Tennessee.

### Tennessee

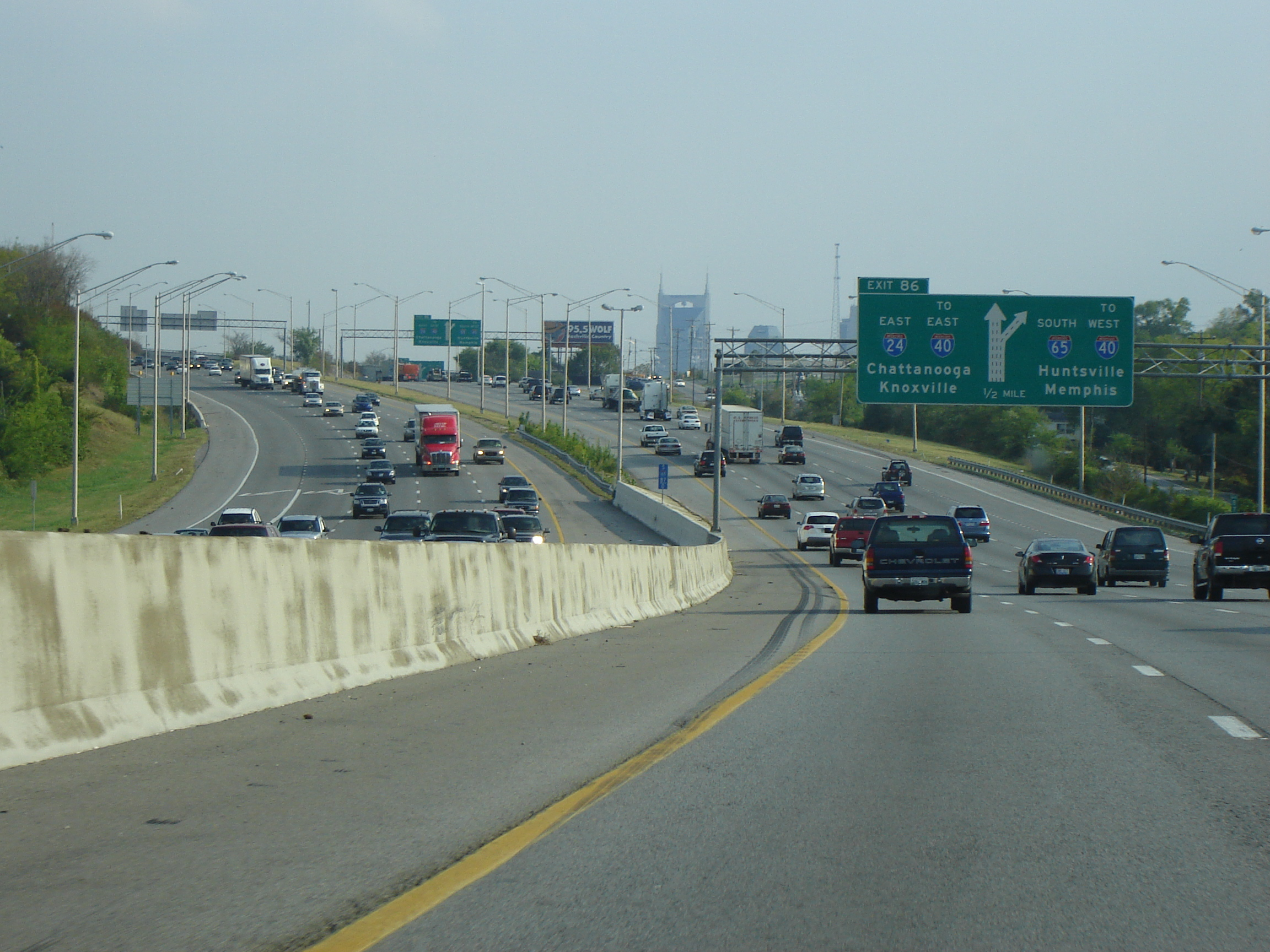
L'I-65 sud à Nashville

L'I-65 entre au Tennessee par le sud près de la ville d'Ardmore et passe par un territoire majoritairement rural sur 65 miles (105 km). L'autoroute atteint alors Lewisburg. Elle passe ensuite près de Columbia et traverse la Saturn Parkway, laquelle donne accès à Spring Hill. L'I-65 continue alors pour atteindre l'I-840 et les banlieues sud de Nashville. Elle traverse la ville pour atteindre les banlieues nord et le nord de l'État. Près de Portland, elle traverse la frontière avec le Kentucky.

### Kentucky
L'I-65 entre dans l'État cinq miles (0,8 km) au sud de Franklin. Durant son parcours, elle passe près du Mammoth Cave National Park, de la Bernheim Arboretum and Research Forest, du National Corvette Museum et de Fort Knox.
La première intersection importante de l'autoroute dans l'État est celle avec l'I-165 à Bowling Green. L'autoroute poursuit son trajet dans une région plus rurale avant d'atteindre l'I-265 et les banlieues de Louisville. L'autoroute arrive ensuite dans la ville de Louisville. Après l'avoir traversée, elle atteint la rivière Ohio et la traverse. Elle entre en Indiana.

### Indiana

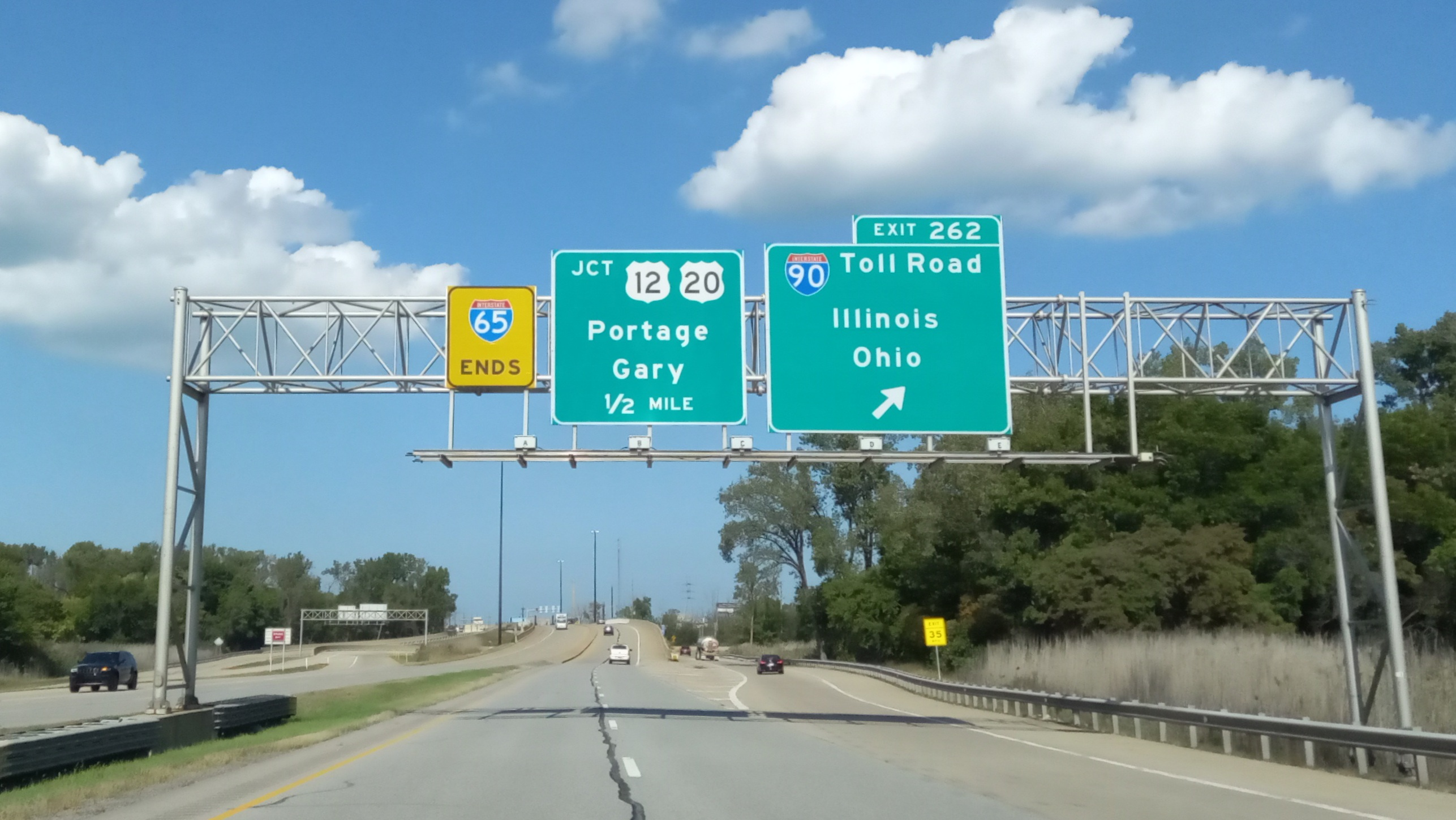
Approche du terminus nord de l'I-65 à Gary, Indiana

L'I-65 entre en Indiana à Jeffersonville et à Clarksville, tout juste après avoir traversé la rivière Ohio. Elle se dirige au nord vers Indianapolis et passe près de petites localités. Elle arrive dans la région d'Indianapolis et rencontre l'I-465 qui encercle la ville. Au centre-ville, elle forme un multiplex avec l'I-70. Après le centre-ville, l'I-65 se dirige au nord-ouest et rencontre encore une fois l'I-465. Elle croisera, un peu plus loin, l'I-865 avant de traverser une région plus rurale. Au nord de Lafayette, près de Brookston, l'autoroute passe à travers la Meadow Lake Wind Farm pour quelques miles. Les éoliennes sont visibles des deux côtés de l'autoroute.
L'autoroute atteint les banlieues extérieures de Chicago près de Gary. Elle passe à l'est de Gary et se termine près de l'I-90. Avant 2004, le terminus nord de l'I-65 n'était qu'à 0,125 miles (0,201 km) au nord de l'I-90. Les automobilistes qui passaient de l'I-90 à l'I-65 devaient s'arrêter à un feu de circulation et faire un virage à gauche. En 2004, l'échangeur a été amélioré pour permettre de relier les deux autoroutes sans en sortir.

## Liste des sorties

### Alabama
| Interstate 65                                          |                             |        |        |        |                                                                                                 |                                                                                        |
| Comté                                                  | Municipalité                | mi     | km     | Sortie | Intersections / Destinations                                                                    | Notes                                                                                  |
| Mobile                                                 | Mobile                      | 0,00   | 0,00   | 0      | I-10 – Pascagoula, Pensacola                                                                    | Terminus sud; sortie 20 de l'I-10                                                      |
| Mobile                                                 | Mobile                      | 1,93   | 3,11   | 1      | US 90 (Government Boulevard)                                                                    |                                                                                        |
| Mobile                                                 | Mobile                      | 3,64   | 5,86   | 3      | Airport Boulevard                                                                               | Accès à l'Aéroport régional de Mobile et à l'université du Sud de l'Alabama            |
| Mobile                                                 | Mobile                      | 4,48   | 7,21   | 4      | Dauphin Street                                                                                  |                                                                                        |
| Mobile                                                 | Mobile                      | 5,56   | 8,95   | 5A     | Springhill Avenue                                                                               |                                                                                        |
| Mobile                                                 | Mobile                      | 5,75   | 9,26   | 5B     | US 98 (Moffett Road)                                                                            |                                                                                        |
| Mobile                                                 | Prichard                    | 8,41   | 13,54  | 8      | US 45 (St. Stephens Road) – Prichard, Citronelle, Butler, Meridian                              |                                                                                        |
| Mobile                                                 | Prichard                    | 9,64   | 15,51  | 9      | I-165 sud – Prichard, Centre-ville de Mobile                                                    | Sortie 0 de l'I-165                                                                    |
| Mobile                                                 | Chickasaw                   | 10,62  | 17,09  | 10     | West Lee Street                                                                                 |                                                                                        |
| Mobile                                                 | Saraland                    | 13,07  | 21,03  | 13     | SR 158 (en) sud (Industrial Parkway) / SR 213 (en) – Eight Mile, Saraland, Citronelle           |                                                                                        |
| Mobile                                                 | Saraland                    | 17,40  | 28,00  | 15     | Celeste Road – Saraland, Citronelle                                                             |                                                                                        |
| Mobile                                                 |                             | 19,50  | 31,37  | 19     | US 43 – Satsuma, Creola, Thomasville, Demopolis                                                 |                                                                                        |
| Mobile                                                 |                             | 21,51  | 34,61  | 22     | Sailor Road – Creola                                                                            |                                                                                        |
| Baldwin                                                |                             | 31,79  | 51,17  | 31     | SR 225 (en) – Stockton, Spanish Fort                                                            |                                                                                        |
| Baldwin                                                |                             | 33,94  | 54,61  | 34     | SR 59 (en) – Bay Minette, Stockton                                                              |                                                                                        |
| Baldwin                                                |                             | 37,72  | 60,71  | 37     | SR 287 (en) (Gulf Shores Parkway) – Bay Minette, Rabun                                          |                                                                                        |
| Baldwin                                                |                             | 45,04  | 72,49  | 45     | Rabun, Perdido                                                                                  |                                                                                        |
| Escambia                                               |                             | 53,57  | 86,22  | 54     | CR 1 (Jack Springs Road)                                                                        |                                                                                        |
| Escambia                                               |                             | 57,66  | 92,79  | 57     | SR 21 (en) – Atmore, Uriah                                                                      |                                                                                        |
| Escambia                                               | Barnett Crossroads          | 69,36  | 111,62 | 69     | SR 113 (en) – Flomaton, Wallace                                                                 |                                                                                        |
| Conecuh                                                |                             | 77,40  | 124,57 | 77     | SR 41 (en) – Brewton, Repton                                                                    |                                                                                        |
| Conecuh                                                |                             | 83,37  | 134,17 | 83     | CR 7 – Castleberry, Lennox                                                                      |                                                                                        |
| Conecuh                                                | Evergreen                   | 92,93  | 149,56 | 93     | US 84 – Evergreen, Monroeville                                                                  |                                                                                        |
| Conecuh                                                | Evergreen                   | 96,51  | 155,32 | 96     | SR 83 (en) – Evergreen, Midway                                                                  |                                                                                        |
| Conecuh                                                |                             | 100,69 | 162,04 | 101    | CR 29 – Owassa                                                                                  |                                                                                        |
| Butler                                                 |                             | 107,35 | 172,76 | 107    | Hank Williams Road – Grace, Garland                                                             |                                                                                        |
| Butler                                                 |                             | 113,97 | 183,42 | 114    | SR 106 (en) – Georgiana, Starlington                                                            |                                                                                        |
| Butler                                                 | Greenville                  | 127,66 | 205,45 | 128    | SR 10 (en) (Pineapple Highway) – Greenville, Pine Apple, Butler, Meridian                       | Terminus sud du multiplex avec SR 10 (camions)                                         |
| Butler                                                 | Greenville                  | 130,05 | 209,29 | 130    | SR 185 (en) / SR 10 (en) est – Greenville                                                       | Terminus nord du multiplex avec SR 10 (camions)                                        |
| Lowndes                                                |                             | 141,53 | 227,77 | 142    | SR 185 (en) – Fort Deposit, Logan                                                               |                                                                                        |
| Lowndes                                                |                             | 151,11 | 243,19 | 151    | SR 97 (en) – Letohatchee, Davenport                                                             |                                                                                        |
| Lowndes                                                |                             | 157,63 | 253,68 | 158    | Cloverfield Road vers US 31 – Pintlala, Tyson                                                   |                                                                                        |
| Montgomery                                             |                             | 163,79 | 263,60 | 164    | US 31 – Pintlala, Hope Hull                                                                     | Dessert l'usine de Hyundai                                                             |
| Montgomery                                             | Montgomery                  |        |        | 166    | I-85 vers I-685 – Atlanta, Meridian                                                             | Futur terminus sud du Montgomery bypass                                                |
| Montgomery                                             | Montgomery                  | 167,10 | 268,93 | 167    | US 80 ouest – Selma, Demopolis                                                                  | Terminus sud du multiplex avec US 80                                                   |
| Montgomery                                             | Montgomery                  | 168,21 | 270,71 | 168    | US 80 est / US 82 est (South Boulevard) vers US 231 / US 331                                    | Terminus nord du multiplex avec US 80; terminus sud du multiplex avec US 82            |
| Montgomery                                             | Montgomery                  | 169,51 | 272,81 | 169    | Edgemont Avenue                                                                                 | Sortie direction sud, entrée direction nord                                            |
| Montgomery                                             | Montgomery                  | 170,09 | 273,74 | 170    | Fairview Avenue                                                                                 |                                                                                        |
| Montgomery                                             | Montgomery                  | 171,16 | 275,45 | 171    | I-85 / I-685 nord / Day Street – Atlanta                                                        | Pas de sortie direction nord vers Day Street; sortie 0 de la future I-685              |
| Montgomery                                             | Montgomery                  | 171,75 | 276,40 | 172    | Herron Street, Clay Street – Centre-ville de Montgomery                                         |                                                                                        |
| Montgomery                                             | Montgomery                  | 172,73 | 277,97 | 173    | North vers US 231                                                                               |                                                                                        |
| Elmore                                                 | Millbrook                   | 175,54 | 282,50 | 176    | SR 143 (en) – Millbrook, Coosada                                                                | Sortie direction nord, entrée direction sud                                            |
| Elmore                                                 | Limite Millbrook–Prattville | 178,96 | 288,01 | 179    | US 82 ouest (Cobbs Ford Road) / SR 14 (en) ouest / Montgomery Toll Road – Millbrook, Prattville | Terminus nord du multiplex avec US 82; terminus sud du multiplex avec SR 14            |
| Elmore                                                 | Prattville                  | 181,28 | 291,75 | 181    | SR 14 (en) est – Prattville, Wetumpka                                                           | Terminus nord du multiplex avec SR 14                                                  |
| Autauga                                                | Prattville                  | 186,43 | 300,02 | 186    | US 31 – Pine Level, Prattville                                                                  |                                                                                        |
| Chilton                                                |                             | 200,37 | 322,46 | 200    | Verbena                                                                                         |                                                                                        |
| Chilton                                                | Clanton                     | 205,34 | 330,46 | 205    | US 31 / SR 22 (en) – Clanton, Verbena                                                           |                                                                                        |
| Chilton                                                | Clanton                     | 208,35 | 335,31 | 208    | Lake Mitchell Road – Clanton, Lake Mitchell                                                     |                                                                                        |
| Chilton                                                | Clanton                     | 211,88 | 340,98 | 212    | SR 145 (en) (Lay Dam Road) – Clanton, Lay Dam                                                   |                                                                                        |
| Chilton                                                |                             | 219,26 | 352,86 | 219    | Jemison, Thorsby                                                                                |                                                                                        |
| Shelby                                                 | Calera                      | 228,38 | 367,54 | 228    | SR 25 (en) (Main Street) – Montevallo, Calera                                                   |                                                                                        |
| Shelby                                                 | Calera                      | 231,21 | 372,09 | 231    | US 31 – Saginaw, Calera, Montevallo                                                             |                                                                                        |
| Shelby                                                 | Calera                      | 233,98 | 376,55 | 234    | Aéroport de Shelby County                                                                       |                                                                                        |
| Shelby                                                 |                             | 238,32 | 383,54 | 238    | US 31 (1st Street) – Alabaster, Saginaw                                                         |                                                                                        |
| Shelby                                                 | Pelham                      | 241,84 | 389,21 | 242    | CR 52 – Pelham, Helena                                                                          |                                                                                        |
| Shelby                                                 | Pelham                      | 246,06 | 396,00 | 246    | SR 119 (en) (Cahaba Valley Road)                                                                |                                                                                        |
| Shelby                                                 | Hoover                      | 247,26 | 397,93 | 247    | CR 17 (Valleydale Road)                                                                         |                                                                                        |
| Jefferson                                              | Hoover                      | 250,08 | 402,47 | 250    | I-459 – Atlanta, Gadsden, Tuscaloosa                                                            | Sortie 15 de l'I-459                                                                   |
| Jefferson                                              | Hoover                      | 251,97 | 405,50 | 252    | US 31 (Montgomery Highway)                                                                      |                                                                                        |
| Jefferson                                              | Hoover                      | 253,70 | 408,29 | 254    | Alford Avenue                                                                                   |                                                                                        |
| Jefferson                                              | Homewood                    | 255,09 | 410,52 | 255    | Lakeshore Parkway                                                                               |                                                                                        |
| Jefferson                                              | Homewood                    | 256,12 | 412,18 | 256    | Oxmoor Road – Homewood                                                                          |                                                                                        |
| Jefferson                                              | Birmingham                  | 257,56 | 414,50 | 258    | Green Springs Avenue                                                                            |                                                                                        |
| Jefferson                                              | Birmingham                  | 258,83 | 416,54 | 259A   | University Boulevard / 6th Avenue sud                                                           | Indiqué sortie 259 direction nord                                                      |
| Jefferson                                              | Birmingham                  | 259,13 | 417,02 | 259B   | 4th Avenue sud / 3rd Avenue sud                                                                 | Sortie direction sud (4th Avenue), entrée direction nord (3rd Avenue)                  |
| Jefferson                                              | Birmingham                  | 259,70 | 417,94 | 260    | US 11 (3rd Avenue nord) / 6th Avenue nord – Centre-ville de Birmingham                          | Indiqué sortie 260B en direction nord                                                  |
| Jefferson                                              | Birmingham                  | 260,56 | 419,33 | 261    | I-20 / I-59 – Gadsden, Atlanta, Tuscaloosa                                                      | Indiqué sortie 261B (est / nord) et 261C (ouest / sud); sortie 124B-C de l'I-20 / I-59 |
| Jefferson                                              | Birmingham                  | 261,37 | 420,63 | 262A   | 16th Street                                                                                     | Sortie direction nord, entrée direction sud                                            |
| Jefferson                                              | Birmingham                  | 261,95 | 421,57 | 262B   | Finley Boulevard                                                                                |                                                                                        |
| Jefferson                                              | Birmingham                  | 262,61 | 422,63 | 263    | 32nd Avenue / 33rd Avenue                                                                       |                                                                                        |
| Jefferson                                              | Birmingham                  | 263,46 | 424,00 | 264    | Daniel Payne Drive / Lewisburg Road                                                             |                                                                                        |
| Jefferson                                              | Fultondale                  | 264,01 | 424,88 | 265A   | I-22 ouest – Jasper, Memphis                                                                    | Sortie 95 de l'I-22                                                                    |
| Jefferson                                              | Fultondale                  | 265,00 | 426,47 | 265B   | US 31 – Fultondale                                                                              |                                                                                        |
| Jefferson                                              | Fultondale                  | 266,61 | 429,07 | 267    | Walker Chapel Road                                                                              |                                                                                        |
| Jefferson                                              | Gardendale                  | 269,76 | 434,14 | 271    | Fieldstown Road                                                                                 |                                                                                        |
| Jefferson                                              | Gardendale                  | 271,29 | 436,60 | 272    | Mt. Olive Road                                                                                  |                                                                                        |
| Jefferson                                              | Morris                      |        |        | 274    | I-422                                                                                           | Échangeur proposé                                                                      |
| Jefferson                                              |                             | 274,72 | 442,12 | 275    | Barber Boulevard vers US 31 – Morris                                                            |                                                                                        |
| Jefferson                                              | Warrior                     | 279,46 | 449,75 | 280    | Service Road vers US 31 – Warrior                                                               |                                                                                        |
| Jefferson                                              | Warrior                     | 280,48 | 451,39 | 281    | Old US 31 – Warrior                                                                             |                                                                                        |
| Jefferson                                              | Warrior                     | 281,24 | 452,61 | 282    | Cane Creek Road – Robbins, Warrior                                                              |                                                                                        |
| Blount                                                 | Smoke Rise                  | 284,36 | 457,64 | 284    | US 31 sud / SR 160 (en) est – Hayden, Corner                                                    | Terminus sud du multiplex avec US 31                                                   |
| Blount                                                 | Smoke Rise                  | 287,37 | 462,48 | 287    | US 31 nord (Bee Line Highway) – Garden City, Blount Springs                                     | Terminus nord du multiplex avec US 31                                                  |
| Blount                                                 |                             | 289,33 | 465,63 | 289    | Empire, Blount Springs                                                                          |                                                                                        |
| Cullman                                                |                             | 291,86 | 469,71 | 291    | SR 91 (en) – Hanceville, Colony                                                                 |                                                                                        |
| Cullman                                                |                             | 299,45 | 481,91 | 299    | SR 69 (en) sud / CR 490 – Jasper, Dodge City                                                    | Terminus sud du multiplex avec SR 69                                                   |
| Cullman                                                |                             | 303,49 | 488,42 | 304    | SR 69 (en) nord / CR 437 – Cullman, Good Hope                                                   | Terminus nord du multiplex avec SR 69                                                  |
| Cullman                                                | Good Hope                   | 307,55 | 494,95 | 305    | CR 222 (Good Hope Road)                                                                         |                                                                                        |
| Cullman                                                | Cullman                     | 307,46 | 494,82 | 308    | US 278 – Cullman, Double Springs                                                                |                                                                                        |
| Cullman                                                | Cullman                     | 310,04 | 498,96 | 310    | SR 157 (en) (Section Line Road) – Cullman, Moulton                                              |                                                                                        |
| Morgan                                                 |                             | 318,16 | 512,03 | 318    | US 31 (2nd Avenue) – Lacon, Vinemont                                                            |                                                                                        |
| Morgan                                                 |                             | 321,86 | 517,98 | 322    | Pike Road – Falkville, Eva                                                                      |                                                                                        |
| Morgan                                                 | Hartselle                   | 324,94 | 522,94 | 325    | Thompson Road                                                                                   |                                                                                        |
| Morgan                                                 | Hartselle                   | 327,47 | 527,02 | 328    | SR 36 (en) (Main Street) – Hartselle                                                            |                                                                                        |
| Morgan                                                 | Limite Decatur–Priceville   | 333,34 | 536,45 | 334    | SR 67 (en) – Decatur, Priceville, Somerville                                                    |                                                                                        |
| Limestone                                              | Huntsville                  | 340,00 | 547,18 | 340    | I-565 est / SR 20 (en) ouest – Huntsville, Decatur                                              | Indiqué sortie 340A (ouest) et 340B (est) en direction sud; sortie 1A-B de l'I-565     |
| Limestone                                              | Tanner                      | 347,41 | 559,11 | 347    | CR 24 – Tanner                                                                                  |                                                                                        |
| Limestone                                              | Athens                      | 351,02 | 564,92 | 351    | US 72 – Athens, Huntsville                                                                      |                                                                                        |
| Limestone                                              | Athens                      | 354,16 | 569,96 | 354    | US 31 sud – Athens                                                                              | Terminus sud du multiplex avec US 31                                                   |
| Limestone                                              | Elkmont                     | 360,92 | 580,84 | 361    | CR 100 – Thach, Elkmont                                                                         |                                                                                        |
| Limestone                                              |                             | 364,83 | 587,13 | 365    | SR 53 (en) sud (Upper Elkton Road, 7th Street) / CR 81 – Ardmore                                |                                                                                        |
| Limestone                                              |                             | 366,23 | 589,39 |        | I-65 nord / US 31 nord – Nashville                                                              | Continue au Tennessee                                                                  |
| - Terminus de multiplex - Accès incomplet - Non-ouvert |                             |        |        |        |                                                                                                 |                                                                                        |

### Tennessee
| Interstate 65                                          |                             |        |        |        | | |
| Comté                                                  | Municipalité                | mi     | km     | Sortie | Intersections / Destinations                                                                               | Notes |
| Giles                                                  | Ardmore                     | 0,00   | 0,00   |        | I-65 sud / US 31 sud – Huntsville                                                                          | Continue en Alabama |
| Giles                                                  | Ardmore                     | 1,48   | 2,38   | 1      | US 31 nord / SR 7 (en) (Elkton Highway) – Ardmore, Pulaski, Lawrenceburg, Huntsville                       | Terminus nord du multiplex avec US 31 |
| Giles                                                  | Elkton                      | 6,23   | 10,03  | 6      | SR 273 (en) (Bryson Road) – Elkton                                                                         | |
| Giles                                                  | Frankewing                  | 14,14  | 22,76  | 14     | US 64 – Pulaski, Fayetteville                                                                              | |
| Limite Giles–Marshall                                  |                             | 22,52  | 36,24  | 22     | US 31A – Lewisburg, Cornersville, Pulaski                                                                  | |
| Marshall                                               |                             | 27,21  | 43,79  | 27     | SR 129 (en) (Lynnville Road) – Lynnville, Cornersville                                                     | |
| Marshall                                               | Lewisburg                   | 32,66  | 52,56  | 32     | SR 373 (en) (Mooresville Highway) – Lewisburg                                                              | |
| Maury                                                  | Columbia                    | 37,54  | 60,41  | 37     | SR 50 (en) (New Lewisburg Highway) – Columbia                                                              | |
| Maury                                                  | Columbia                    | 46,24  | 74,42  | 46     | US 412 ouest / SR 99 (en) – Columbia, Chapel Hill                                                          | |
| Williamson                                             | Spring Hill                 | 53,18  | 85,58  | 53     | SR 396 (en) ouest (Saturn Parkway) – Spring Hill                                                           | |
| Williamson                                             | Spring Hill                 | 55,40  | 89,20  | 55     | June Lake Boulevard                                                                                        | Échangeur en construction |
| Williamson                                             | Franklin                    | 59,15  | 95,19  | 59     | I-840 – Memphis, Dickson, Knoxville, Murfreesboro                                                          | Indiqué sortie 59A (est) et 59B (ouest); sortie 31 de l'I-840 |
| Williamson                                             | Franklin                    | 61,81  | 99,47  | 61     | SR 248 (en) ouest (Goose Creek Bypass) / Peytonsville Road – Spring Hill                                   | |
| Williamson                                             | Franklin                    | 65,64  | 105,64 | 65     | SR 96 (en) (Murfreesboro Road) – Franklin                                                                  | |
| Williamson                                             | Franklin                    | 67,05  | 107,91 | 67     | McEwen Drive                                                                                               | |
| Williamson                                             | Franklin                    | 68,01  | 109,45 | 68     | Cool Springs Boulevard                                                                                     | Indiqué sortie 69A (est) et 69B (ouest) |
| Williamson                                             | Brentwood                   | 69,34  | 111,59 | 69     | SR 441 (en) (Moores Lane)                                                                                  | |
| Williamson                                             | Brentwood                   | 71,60  | 115,23 | 71     | SR 253 (en) (Concord Road) – Brentwood                                                                     | |
| Davidson                                               | Limite Nashville–Oak Hill   | 74,73  | 120,27 | 74     | SR 254 (en) (Old Hickory Boulevard) – Brentwood                                                            | Indiqué sortie 74A (est) et 74B (ouest) |
| Davidson                                               | Limite Nashville–Oak Hill   | 78,01  | 125,54 | 78     | SR 255 (en) (Harding Place)                                                                                | Indiqué sortie 78A (est) et 78B (ouest) en direction sud |
| Davidson                                               | Limite Nashville–Oak Hill   | 79,33  | 127,67 | 79     | Armory Drive                                                                                               | |
| Davidson                                               | Limite Nashville–Berry Hill | 80,45  | 129,47 | 80     | I-440 – Memphis, Knoxville                                                                                 | Accès à l'Aéroport international de Nashville; sortie 5 de l'I-440 |
| Davidson                                               | Nashville                   | 81,75  | 131,56 | 81     | Wedgewood Avenue                                                                                           | |
| Davidson                                               | Nashville                   | 82,75  | 133,17 | 82B    | I-40 est vers I-24 est – Knoxville, Chattanooga                                                            | Terminus sud du multiplex avec I-40; sortie 210 de l'I-40 est et 210B de l'I-40 ouest; accès à l'Aéroport international de Nashville                                                                   |
| Davidson                                               | Nashville                   | 83,43  | 134,27 | 209B   | US 70S / US 431 (Broadway) / Demonbreun Street                                                             | Demonbreun Street seulement en direction nord; les numéros de sorties sont ceux de l'I-40 |
| Davidson                                               | Nashville                   | 83,59  | 134,53 | 209A   | US 70 / US 70S / US 431 (Broadway)                                                                         | Indication direction nord |
| Davidson                                               | Nashville                   | 83,59  | 134,53 | 209A   | Church Street                                                                                              | Indication direction sud |
| Davidson                                               | Nashville                   | 84,01  | 135,20 | 209    | US 70 (Charlotte Avenue) / Church Street                                                                   | Church Street non indiqué en direction sud |
| Davidson                                               | Nashville                   | 84,93  | 136,68 | 84B    | I-40 ouest – Memphis                                                                                       | Terminus nord du multiplex avec I-40; sortie 208 de l'I-40 ouest et 208B de l'I-40 est |
| Davidson                                               | Nashville                   | 85,77  | 138,03 | 85     | US 41A (Rosa L. Parks Boulevard) – Capitole d'État                                                         | |
| Davidson                                               | Nashville                   | 87,21  | 140,35 | 86     | I-24 est vers I-40 – Chattanooga, Knoxville                                                                | Terminus sud du multiplex avec l'I-24; indiqué sortie 86B en direction nord; sortie 46B de l'I-24 ouest                                                                                                |
| Davidson                                               | Nashville                   | 88,10  | 141,78 | 87     | US 431 (Trinity Lane)                                                                                      | |
| Davidson                                               | Nashville                   | 89,28  | 143,68 | 88     | I-24 ouest – Clarksville                                                                                   | Terminus nord du multiplex avec l'I-40; sortie 44B de l'I-24 est |
| Davidson                                               | Nashville                   | 90,71  | 145,98 | 90     | US 31W / US 41 (Dickerson Pike) / SR 155 (en) (Briley Parkway) / US 31E sud (Ellington Parkway) – Opryland | Indiqué sortie 90A (SR 155 ouest / US 31W / US 41) et 90B (SR 155 est); US 31E non-indiqué en direction nord, accès via sortie 90A sud; sortie 90B donne accès à l'Aéroport international de Nashville |
| Davidson                                               | Nashville                   | 93,03  | 149,72 | 92     | SR 45 (en) (Old Hickory Boulevard) – Madison                                                               | |
| Davidson                                               | Goodlettsville              | 96,32  | 155,01 | 95     | SR 386 (en) (Vietnam Veterans Boulevard) – Hendersonville, Gallatin                                        | Sortie direction nord, entrée direction sud |
| Davidson                                               | Goodlettsville              | 96,69  | 155,61 | 96     | Rivergate Parkway – Goodlettsville                                                                         | |
| Davidson                                               | Goodlettsville              | 97,82  | 157,43 | 97     | SR 174 (en) (Long Hollow Pike) – Goodlettsville, Gallatin                                                  | |
| Sumner                                                 | Goodlettsville              | 99,57  | 160,24 | 98     | US 31W – Millersville, Springfield, Goodlettsville                                                         | |
| Robertson                                              | Millersville                | 104,72 | 168,53 | 104    | SR 257 (en) (Bethel Road) – Ridgetop                                                                       | |
| Robertson                                              | White House                 | 108,79 | 175,08 | 108    | SR 76 (en) – Springfield, White House                                                                      | |
| Robertson                                              | Cross Plains                | 113,47 | 182,61 | 112    | SR 25 (en) (Main Street) – Cross Plains, Springfield, Gallatin                                             | |
| Robertson                                              | Orlinda                     | 118,49 | 190,69 | 117    | SR 52 (en) (Maple Street) – Portland, Orlinda                                                              | |
| Robertson                                              |                             | 121,71 | 195,87 | 121    | SR 109 (en) (Vaughn Parkway) – Portland, Centre d'accueil                                                  | |
| Robertson                                              |                             | 122,27 | 196,77 |        | I-65 nord – Louisville                                                                                     | Continue au Kentucky |
| - Terminus de multiplex - Accès incomplet - Non-ouvert |                             |        |        |        | | |

### Kentucky
| Interstate 65                                     |                           |        |        |                                                                                     |                                                                                           |                                                                                     |
| Comté                                             | Municipalité              | mi     | km     | Sortie                                                                              | Intersections / Destinations                                                              | Notes                                                                               |
| Limite Tennessee–Kentucky                         | Limite Tennessee–Kentucky | 0,00   | 0,00   |                                                                                     | I-65 sud – Nashville                                                                      | Continue au Tennessee                                                               |
| Limite Tennessee–Kentucky                         | Limite Tennessee–Kentucky | 0,00   | 0,00   | 121                                                                                 | SR 109 (en) (Vaughn Parkway) – Portland, Centre d'accueil                                 | Sortie basé sur le millage au Tennessee                                             |
| Simpson                                           | Franklin                  | 1,98   | 3,19   | 2                                                                                   | US 31W (Main Street) – Franklin                                                           |                                                                                     |
| Simpson                                           | Franklin                  | 5,98   | 9,62   | 6                                                                                   | KY 100 (en) (Scottsville Road) – Scottsville, Franklin                                    |                                                                                     |
| Warren                                            |                           | 20,57  | 33,10  | 20A                                                                                 | KY 9007 (en) sud – Scottsville                                                            |                                                                                     |
| Warren                                            | 20B                       | 20,57  | 33,10  | I-165 nord – Owensboro                                                              | Sortie 1 de l'I-165                                                                       |                                                                                     |
| Warren                                            | Bowling Green             | 22,39  | 36,03  | 22                                                                                  | US 231 (Scottsville Road) – Scottsville, Bowling Green                                    |                                                                                     |
| Warren                                            |                           | 25,73  | 41,41  | 26                                                                                  | KY 234 (en) (Cemetery Road) – Bowling Green                                               |                                                                                     |
| Warren                                            | Bowling Green             | 28,07  | 45,17  | 28                                                                                  | KY 446 (en) vers US 31W – Bowling Green                                                   | Dessert le National Corvette Museum                                                 |
| Warren                                            |                           |        |        | 30                                                                                  | KY 3145 (en) vers US 68 – Bowling Green                                                   |                                                                                     |
| Warren                                            | Oakland                   | 35,63  | 57,34  | 36                                                                                  | US 68 (Glasgow Road) / KY 80 (en) – Oakland                                               | Sortie direction nord, entrée direction sud                                         |
| Warren                                            | Smiths Grove              | 37,58  | 60,48  | 38                                                                                  | KY 101 (en) (Main Street) vers US 68 – Smiths Grove, Scottsville                          |                                                                                     |
| Barren                                            |                           | 43,14  | 69,42  | 43                                                                                  | Cumberland Parkway (en) – Somerset, Glasgow                                               |                                                                                     |
| Barren                                            | Park City                 | 47,37  | 76,24  | 48                                                                                  | KY 255 (en) (Mammoth Cave Parkway) vers US 31W – Park City, Brownsville                   | Dessert le Parc national de Mammoth Cave                                            |
| Barren                                            | Cave City                 | 52,42  | 84,37  | 53                                                                                  | KY 70 (en) (Mammoth Cave Road) vers KY 90 (en) – Cave City, Glasgow                       | Dessert le Parc national de Mammoth Cave                                            |
| Hart                                              |                           | 57,63  | 92,74  | 58                                                                                  | KY 218 (en) (Flint Ridge Road) vers KY 335 (en) – Horse Cave                              | Dessert le Parc national de Mammoth Cave                                            |
| Hart                                              | Munfordville              | 64,20  | 103,32 | 65                                                                                  | US 31W (Main Street) – Munfordville                                                       |                                                                                     |
| Hart                                              |                           | 70,41  | 113,31 | 71                                                                                  | KY 728 (en) (Bacon Creek Road) – Bonnieville                                              | Dernière sortie dans l'Heure du Centre                                              |
| LaRue                                             | Upton                     | 75,90  | 122,14 | 76                                                                                  | KY 224 (en) (Upton Talley Road) – Upton                                                   | Première sortie dans l'Heure de l'Est                                               |
| Hardin                                            | Sonora                    | 80,46  | 129,48 | 81                                                                                  | KY 84 (en) (Western Avenue) vers US 31W – Sonora                                          |                                                                                     |
| Hardin                                            |                           | 85,69  | 137,90 | 86                                                                                  | KY 222 (en) (Glendale Hodgenville Road) vers US 31W – Glendale                            |                                                                                     |
| Hardin                                            | Elizabethtown             | 91,09  | 146,59 | 91                                                                                  | US 31W / KY 61 (en) / Western Kentucky Parkway (en) – Hodgenville, Paducah, Elizabethtown | Sortie direction sud dessert Dixie Avenue                                           |
| Hardin                                            | Elizabethtown             | 93,35  | 150,22 | 93                                                                                  | Bluegrass Parkway (en) est – Lexington, Bardstown                                         |                                                                                     |
| Hardin                                            | Elizabethtown             | 94,15  | 151,53 | 94                                                                                  | US 62 (Mulberry Street) / KY 61 (en) – Elizabethtown                                      |                                                                                     |
| Hardin                                            |                           | 102,53 | 165,01 | 102                                                                                 | KY 313 (en) (Joe Prather Highway) – Radcliff, Vine Grove                                  |                                                                                     |
| Bullitt                                           | Lebanon Junction          | 104,70 | 168,50 | 105                                                                                 | KY 61 (en) (Preston Highway) – Boston, Lebanon Junction                                   |                                                                                     |
| Bullitt                                           |                           | 111,77 | 179,88 | 112                                                                                 | KY 245 (en) (Clermont Road) – Bardstown, Clermont                                         |                                                                                     |
| Bullitt                                           | Shepherdsville            |        |        | 114                                                                                 | KY 3538 (Ohm Drive) vers KY 61 (en) – Shepherdsville                                      |                                                                                     |
| Bullitt                                           | Shepherdsville            | 115,57 | 186,00 | 116                                                                                 | KY 480 (en) (Cedar Grove Road) vers KY 61 (en)                                            |                                                                                     |
| Bullitt                                           | Shepherdsville            | 116,64 | 187,71 | 117                                                                                 | KY 44 (en) (4th Street) – Mount Washington, Shepherdsville                                |                                                                                     |
| Bullitt                                           |                           | 121,72 | 195,89 | 121                                                                                 | KY 1526 (en) (John Harper Highway)                                                        |                                                                                     |
| Jefferson                                         |                           | 125,14 | 201,40 | 125                                                                                 | I-265 est (Gene Snyder Freeway) / KY 841 (en)                                             | Indiqué sortie 125A (est) et 125B (ouest) en direction nord; sortie 10 de l'I-265   |
| Jefferson                                         |                           | 126,75 | 203,98 | 127                                                                                 | KY 1065 (en) (Outer Loop) – Okolona, Fairdale                                             |                                                                                     |
| Jefferson                                         | Louisville                | 128,33 | 206,52 | 128                                                                                 | KY 1747 (en) (Fern Valley Road)                                                           |                                                                                     |
| Jefferson                                         | Louisville                | 129,80 | 208,90 | 130                                                                                 | KY 61 (en) (Preston Highway) / Grade Lane                                                 |                                                                                     |
| Jefferson                                         | Louisville                | 130,71 | 210,36 | 131A                                                                                | I-264 (Watterson Expressway) – Aéroport international de Louisville                       | Indiqué sortie 131A (est) et 131B (ouest) en direction sud; sortie 12 de l'I-264    |
| Jefferson                                         | Louisville                | 130,79 | 210,49 | 131B                                                                                | Kentucky Exposition Center                                                                |                                                                                     |
| Jefferson                                         | Louisville                | 132,60 | 213,40 | 132                                                                                 | KY 1631 (en) (Crittenden Drive) – Kentucky Exposition Center                              | Pas de sortie en direction nord                                                     |
| Jefferson                                         | Louisville                | 132,96 | 213,97 | 133                                                                                 | US 60 Alt. (Eastern Parkway)                                                              |                                                                                     |
| Jefferson                                         | Louisville                | 133,77 | 215,28 | 134                                                                                 | KY 61 (en) sud (Arthur Street)                                                            | Terminus sud du multiplex avec KY 61; pas de sortie direction nord                  |
| Jefferson                                         | Louisville                | 133,98 | 215,62 | 134A                                                                                | KY 61 (en) nord (Preston Street)                                                          | Terminus nord du multiplex avec KY 61; sortie direction nord, entrée direction sud  |
| Jefferson                                         | Louisville                | 134,15 | 215,89 | 134B                                                                                | Woodbine Street                                                                           | Sortie direction nord, entrée direction sud                                         |
| Jefferson                                         | Louisville                | 134,68 | 216,74 | 135                                                                                 | St. Catherine Street ouest                                                                |                                                                                     |
| Jefferson                                         | Louisville                | 135,20 | 217,58 | 136A                                                                                | Chestnut Street, Broadway                                                                 | Sortie direction nord, entrée direction sud                                         |
| Jefferson                                         | Louisville                | 135,65 | 218,31 | 136B                                                                                | Brook Street                                                                              | Sortie direction nord, entrée direction sud                                         |
| Jefferson                                         | Louisville                | 135,65 | 218,31 | 136C                                                                                | Muhammad Ali Boulevard, Jefferson Street – Centre-ville de Louisville                     |                                                                                     |
| Jefferson                                         | Louisville                | 136,42 | 219,55 | 137                                                                                 | I-64 – Lexington, Saint-Louis I-71 nord – Cincinnati                                      | Sortie 5 de l'I-64; sortie 1 de l'I-71                                              |
| Rivière Ohio                                      | Rivière Ohio              | 137,32 | 220,99 | Pont Memorial John F. Kennedy (direction sud) Pont Abraham Lincoln (direction nord) | Pont Memorial John F. Kennedy (direction sud) Pont Abraham Lincoln (direction nord)       | Pont Memorial John F. Kennedy (direction sud) Pont Abraham Lincoln (direction nord) |
| Rivière Ohio                                      | Rivière Ohio              | 137,32 | 220,99 |                                                                                     | I-65 nord – Indianapolis                                                                  | Continue en Indiana                                                                 |
| - Terminus de multiplex - Péage - Accès incomplet |                           |        |        |                                                                                     |                                                                                           |                                                                                     |

### Indiana
| Interstate 65                                                  |                                   |                     |                     |                                                                                     |                                                                                     | |
| Comté                                                          | Municipalité                      | mi                  | km                  | Sortie                                                                              | Intersections / Destinations                                                        | Notes |
| Rivière Ohio                                                   | Rivière Ohio                      | 0,00                | 0,00                |                                                                                     | I-65 sud – Louisville                                                               | Continue au Kentucky |
| Rivière Ohio                                                   | Rivière Ohio                      | 0,00                | 0,00                | Pont Memorial John F. Kennedy (direction sud) Pont Abraham Lincoln (direction nord) |                                                                                     | |
| Clark                                                          | Jeffersonville                    | 0,32                | 0,51                | 0                                                                                   | Court Avenue / 6th Street                                                           | Pas de sortie en direction sud |
| Clark                                                          | Limite Jeffersonville–Clarksville | 0,62                | 1,00                | 1                                                                                   | 10th Street / Stansifer Avenue – New Albany                                         | Indication direction nord |
| Clark                                                          | Limite Jeffersonville–Clarksville | 0,62                | 1,00                | 1                                                                                   | US 31 sud – Jeffersonville, Clarksville                                             | Indication direction sud; dernière sortie gratuite avant le péage                                                                                |
| Clark                                                          | Limite Jeffersonville–Clarksville | 2,07                | 3,33                | 2                                                                                   | Eastern Boulevard                                                                   | |
| Clark                                                          | Limite Jeffersonville–Clarksville | 3,82                | 6,15                | 4                                                                                   | US 31 nord / Lewis & Clark Parkway                                                  | |
| Clark                                                          | Clarksville                       | 5,03                | 8,10                | 5                                                                                   | Veterans Parkway                                                                    | |
| Clark                                                          | Clarksville                       | 5,70                | 9,17                | 6                                                                                   | I-265 / SR 62 (en) – New Albany                                                     | Indiqué sortie 6A (est) et 6B (ouest); sortie 7A-B de l'I-265                                                                                    |
| Clark                                                          | Sellersburg                       | 7,36                | 11,84               | 7                                                                                   | SR 60 (en) – Salem                                                                  | |
| Clark                                                          | Sellersburg                       | 9,10                | 14,65               | 9                                                                                   | Charlestown Road – Speed, Sellersburg, New Albany                                   | |
| Clark                                                          | Memphis                           | 15,78               | 25,40               | 16                                                                                  | Blue Lick Road                                                                      | |
| Clark                                                          | Henryville                        | 19,25               | 30,98               | 19                                                                                  | SR 160 (en) – Charlestown, Henryville                                               | |
| Scott                                                          | Scottsburg                        | 29,32               | 47,19               | 29                                                                                  | SR 56 (en) (McClane Avenue) – Scottsburg, Salem                                     | Indiqué sortie 29A (est) et 29B (ouest) en direction sud                                                                                         |
| Scott                                                          | Austin                            | 33,50               | 53,91               | 34                                                                                  | SR 256 (en) (Main Street) – Austin                                                  | Indiqué sortie 34A (est) et 34B (ouest) en direction sud                                                                                         |
| Jackson                                                        | Vernon Township                   | 36,52               | 58,77               | 36                                                                                  | US 31 (Armstrong Street) – Crothersville, Austin                                    | |
| Jackson                                                        | Vernon Township                   | 41,08               | 66,11               | 41                                                                                  | SR 250 (en) – Uniontown, Crothersville                                              | |
| Jackson                                                        | Seymour                           | 49,55               | 79,74               | 50                                                                                  | US 50 (Tipton Street) – North Vernon, Seymour, Brownstown                           | Indiqué sortie 50A (est) et 50B (ouest) |
| Jackson                                                        | Redding Township                  | 55,32               | 89,03               | 55                                                                                  | SR 11 (en) – Jonesville, Seymour                                                    | |
| Bartholomew                                                    | Columbus                          | 63,72               | 102,55              | 64                                                                                  | SR 58 (en) ouest (450 sud) – Walesboro, Ogilville                                   | |
| Bartholomew                                                    | Columbus                          | 68,29               | 109,90              | 68                                                                                  | SR 46 (en) (Jonathan Moore Pike) – Nashville, Columbus, Bloomington                 | |
| Bartholomew                                                    | Taylorsville                      | 75,74               | 121,89              | 76                                                                                  | US 31 – Taylorsville, Columbus, Edinburgh                                           | Indiqué sortie 76A (sud) et 76B (nord) |
| Shelby                                                         | Jackson Township                  | 80,06               | 128,84              | 80                                                                                  | SR 252 (en) (Shelbyville Road) – Edinburgh, Flat Rock                               | |
| Johnson                                                        | Franklin                          | 89,54               | 144,10              | 90                                                                                  | SR 44 (en) (King Street) – Shelbyville, Franklin                                    | |
| Johnson                                                        | Pleasant Township                 | 94,41               | 151,94              | 95                                                                                  | Whiteland Road – Whiteland                                                          | |
| Johnson                                                        | Pleasant Township                 | 97,22               | 156,46              | 97                                                                                  | Worthsville Road                                                                    | |
| Johnson                                                        | Greenwood                         | 99,13               | 159,93              | 99                                                                                  | Main Street                                                                         | |
| Limite Johnson–Marion                                          | Limite Greenwood–Indianapolis     | 100,65              | 161,98              | 101                                                                                 | County Line Road                                                                    | |
| Marion                                                         | Indianapolis                      | 103,03              | 165,81              | 103                                                                                 | Southport Road                                                                      | |
| Marion                                                         | Indianapolis                      | 105,90              | 170,43              | 106                                                                                 | I-465 / I-74 / US 31 / US 36 / US 40 / SR 37 (en) / SR 67 (en) – Peoria, Cincinnati | Sortie 53A-B de l'I-465; future I-69 |
| Marion                                                         | Indianapolis                      | 107,05              | 172,28              | 107                                                                                 | Keystone Avenue                                                                     | |
| Marion                                                         | Indianapolis                      | 108,90              | 175,26              | 109                                                                                 | Raymond Street                                                                      | |
| Marion                                                         | Indianapolis                      | 109,97              | 176,98              | 110A                                                                                | Morris Street, Prospect Street                                                      | Sortie direction nord, entrée direction sud |
| Marion                                                         | Indianapolis                      | 110,10              | 177,19              | 110B                                                                                | I-70 ouest – Saint-Louis                                                            | Terminus sud du multiplex avec I-70; accès à l'Aéroport international d'Indianapolis; sortie 80 de l'I-70 est                                    |
| Marion                                                         | Indianapolis                      | 110,39              | 177,66              | 110A                                                                                | East Street                                                                         | Sortie direction sud seulement |
| Marion                                                         | Indianapolis                      | 110,52              | 177,86              | 112B                                                                                | Fletcher Avenue                                                                     | Sortie direction sud, entrée direction nord |
| Marion                                                         | Indianapolis                      | 111,02              | 178,67              | 111                                                                                 | Washington Street                                                                   | Sortie direction nord, entrée direction sud |
| Marion                                                         | Indianapolis                      | 111,20              | 178,96              | 112B                                                                                | Ohio Street                                                                         | Sortie direction sud, entrée direction nord |
| Marion                                                         | Indianapolis                      | 111,49              | 179,43              | 112B                                                                                | New York Street, Michigan Street                                                    | Sortie direction sud, entrée direction nord |
| Marion                                                         | Indianapolis                      | 111,60              | 179,60              | 112                                                                                 | I-70 est – Columbus, Dayton                                                         | Terminus nord du multiplex avec I-70; sortie 83B de l'I-70 ouest                                                                                 |
| Marion                                                         | Indianapolis                      | 112,96              | 181,79              | 113                                                                                 | Pennsylvania Street, Meridian Street, Illinois Street                               | |
| Marion                                                         | Indianapolis                      | 113,51              | 182,68              | 114                                                                                 | Dr. Martin Luther King Jr. Street vers West Street                                  | |
| Marion                                                         | Indianapolis                      | 114,26              | 183,88              | 115                                                                                 | 21st Street                                                                         | |
| Marion                                                         | Indianapolis                      | 115,32              | 185,59              | 116                                                                                 | 29th Street, 30th Street                                                            | Pas de sortie direction sud |
| Marion                                                         | Indianapolis                      | 115,79              | 186,35              | 117                                                                                 | Dr. Martin Luther King Jr. Street                                                   | Pas de sortie direction nord |
| Marion                                                         | Indianapolis                      | 118,89              | 191,33              | 119                                                                                 | 38th Street                                                                         | |
| Marion                                                         | Indianapolis                      | 120,69              | 194,23              | 121                                                                                 | Lafayette Road                                                                      | |
| Marion                                                         | Indianapolis                      | 122,69              | 197,45              | 123                                                                                 | I-465                                                                               | Accès directionnel seulement; aéroport indiqué en direction sud seulement; sortie 20 de l'I-465; accès à l'Aéroport international d'Indianapolis |
| Marion                                                         | Indianapolis                      | 124,17              | 199,83              | 124                                                                                 | 71st Street                                                                         | |
| Hendricks                                                      | Pas d'intersections               | Pas d'intersections | Pas d'intersections | Pas d'intersections                                                                 | Pas d'intersections                                                                 | Pas d'intersections |
| Boone                                                          | Eagle Township                    | 129,09              | 207,75              | 129                                                                                 | I-865 est / US 52 est vers I-465 est                                                | Terminus sud du multiplex avec US 52; terminus ouest de l'I-865; sortie direction sud, entrée direction nord                                     |
| Boone                                                          | Eagle Township                    | 129,85              | 208,97              | 130                                                                                 | CR 650 sud / Oak Street – Zionsville, Whitestown                                    | |
| Boone                                                          | Eagle Township                    | 131,00              | 211,00              | 131                                                                                 | CR 500 sud – Whitestown                                                             | Échangeur en construction |
| Boone                                                          | Perry Township                    | 133,08              | 214,17              | 133                                                                                 | SR 267 (en) sud – Brownsburg, Whitestown                                            | |
| Boone                                                          | Lebanon                           | 137,44              | 221,19              | 138                                                                                 | Lebanon                                                                             | Sortie direction nord vers Indianapolis Avenue, direction sud vers Hall Baker Road; pas d'accès depuis Hall Baker Road nord vers I-65 sud        |
| Boone                                                          | Lebanon                           | 138,61              | 223,07              | 139                                                                                 | SR 39 (en) (Lebanon Street) – Lizton, Lebanon                                       | |
| Boone                                                          | Lebanon                           | 139,88              | 225,12              | 140                                                                                 | SR 32 (en) (South Street) – Lebanon, Crawfordsville                                 | |
| Boone                                                          | Lebanon                           | 141,29              | 227,38              | 141                                                                                 | Lafayette Avenue                                                                    | Entrée direction nord seulement |
| Boone                                                          | Center Township                   | 141,61              | 227,90              | 141                                                                                 | US 52 ouest                                                                         | Terminus nord du multiplex avec US 52; sortie direction nord, entrée direction sud                                                               |
| Boone                                                          | Washington Township               | 145,61              | 234,34              | 146                                                                                 | SR 47 (en) – Thorntown, Sheridan                                                    | |
| Clinton                                                        | Washington Township               | 157,56              | 253,57              | 158                                                                                 | SR 28 (en) – Frankfort, Attica                                                      | |
| Tippecanoe                                                     | Dayton                            | 168,16              | 270,63              | 168                                                                                 | SR 38 (en) (Walnut Street) – Dayton, Lafayette                                      | |
| Tippecanoe                                                     | Lafayette                         | 171,73              | 276,37              | 172                                                                                 | SR 26 (en) est / South Street – Lafayette, Rossville                                | |
| Tippecanoe                                                     | Lafayette                         | 174,77              | 281,27              | 175                                                                                 | SR 25 (en) est / Schuyler Avenue – Lafayette, Delphi                                | |
| Tippecanoe                                                     | West Lafayette                    | 177,90              | 286,30              | 178                                                                                 | SR 43 (en) nord / River Road – Brookston, West Lafayette                            | |
| White                                                          | Prairie Township                  | 187,54              | 301,82              | 188                                                                                 | SR 18 (en) – Brookston, Fowler                                                      | |
| White                                                          | West Point Township               | 192,96              | 310,54              | 193                                                                                 | US 231 – Chalmers, Wolcott                                                          | Heure de l'Est |
| Jasper                                                         | Carpenter Township                | 200,94              | 323,38              | 201                                                                                 | US 24 / US 231 – Wolcott, Remington                                                 | Heure du Centre |
| Jasper                                                         | Carpenter Township                | 204,51              | 329,13              | 205                                                                                 | US 231 – Remington, Rensselaer                                                      | |
| Jasper                                                         | Newton Township                   | 214,24              | 344,79              | 215                                                                                 | SR 114 (en) – Morocco, Rensselaer                                                   | |
| Jasper                                                         | Limite Newton–Union               | 219,94              | 353,96              | 220                                                                                 | SR 14 (en) – Winamac                                                                | |
| Jasper                                                         | Keener Township                   | 229,00              | 368,54              | 230                                                                                 | SR 10 (en) – Roselawn, De Motte                                                     | |
| Newton                                                         | Pas d'intersections               | Pas d'intersections | Pas d'intersections | Pas d'intersections                                                                 | Pas d'intersections                                                                 | Pas d'intersections |
| Lake                                                           | Eagle Creek Township              | 239,31              | 385,13              | 240                                                                                 | SR 2 (en) (181st Avenue) – Lowell, Hebron                                           | Hebron indiqué en direction nord seulement |
| Lake                                                           | Crown Point                       | 246,68              | 396,99              | 247                                                                                 | US 231 – Crown Point, Hebron                                                        | Hebron indiqué en direction sud seulement |
| Lake                                                           | Crown Point                       | 249,48              | 401,50              | 249                                                                                 | 109th Avenue – Crown Point, Winfield                                                | |
| Lake                                                           | Merrillville                      | 252,06              | 405,65              | 253                                                                                 | US 30 (Lincoln Highway) – Merrillville, Valparaiso, Schererville                    | |
| Lake                                                           | Merrillville                      | 254,57              | 409,69              | 255                                                                                 | 61st Avenue                                                                         | |
| Lake                                                           | Limite Hobart–Lake Station        | 257,67              | 414,68              | 258                                                                                 | US 6 Bus. (Ridge Road)                                                              | |
| Lake                                                           | Gary                              | 259,06              | 416,92              | 259                                                                                 | I-80 / I-94 / US 6 (Borman Expressway) – Chicago, Toledo, Détroit                   | Indiqué sortie 259A (ouest) et 259B (est); sortie 11 de l'I-80 / I-94 est et 12 de l'I-80 / I-94 ouest                                           |
| Lake                                                           | Gary                              | 260,59              | 419,38              | 261                                                                                 | 15th Avenue                                                                         | |
| Lake                                                           | Gary                              | 261,22              | 420,39              | 262                                                                                 | I-90 / Indiana Toll Road (en) – Illinois, Ohio                                      | Sortie direction nord, entrée direction sud |
| Lake                                                           | Gary                              | 261,27              | 420,47              | 262                                                                                 | US 12 / US 20 / LMCT (en) (Dunes Highway) – Portage, Gary                           | Intersection à niveau; terminus nord |
| - Terminus de multiplex - Péage - Accès incomplet - Non-ouvert |                                   |                     |                     |                                                                                     |                                                                                     | |

## Autoroutes reliées

### Alabama
- Interstate 165

### Kentucky
- Interstate 165
- Interstate 265

### Indiana
- Interstate 265
- Interstate 465
- Interstate 865